# Dekanat Mstów
Dekanat Mstów – jeden z 36 dekanatów archidiecezji częstochowskiej. Znajduje się w regionie częstochowskim. Składa się z 6 parafii.

## Lista parafii
| Lp | Miejscowość / parafia                                  | Proboszcz / administrator    | Kościół                                                          | Zdjęcie |
| -- | ------------------------------------------------------ | ---------------------------- | ---------------------------------------------------------------- | ------- |
| 1  | Konin Parafia Podwyższenia Krzyża Świętego             | ks. Tomasz Wilczyński CRL    | Kościół Podwyższenia Krzyża Świętego w Koninie                   |         |
| 2  | Krasice Parafia Opatrzności Bożej                      | ks. Mariusz Chudy            | Kościół Opatrzności Bożej w Krasicach                            |         |
| 3  | Małusy Wielkie Parafia Matki Bożej Nieustającej Pomocy | ks. Tadeusz Stanisław Łachut | Kościół Matki Bożej Nieustającej Pomocy w Małusach Wielkich      |         |
| 4  | Mstów Parafia Wniebowzięcia Najświętszej Maryi Panny   | ks. Wiesław Martuszewski CRL | Kościół Wniebowzięcia Najświętszej Maryi Panny w Mstowie         |         |
| 5  | Rędziny Parafia św. Otylii                             | ks. Paweł Marcin Kłos        | Kościół Najświętszej Maryi Panny Nieustającej Pomocy w Rędzinach |         |
| 6  | Skrzydlów Parafia św. Stefana Węgierskiego             | ks. Zbigniew Zalejski        | Kościół św. Stefana Węgierskiego w Skrzydlowie                   |         |